# Charlemagne Péralte

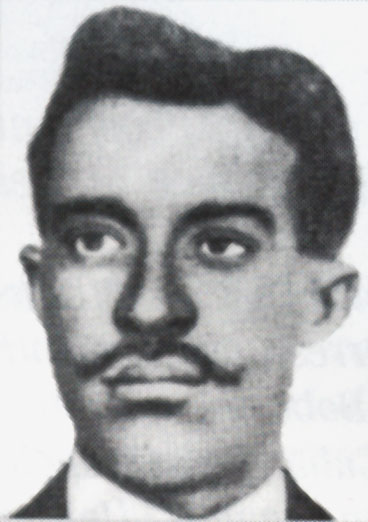
Charlemagne Péralte

Charlemagne Péralte (ur. 10 października 1886, zm. 30 października 1919) – haitański przywódca partyzancki.
Stanął na czele chłopskiego powstania przeciwko amerykańskiej okupacji kraju, które wybuchło w 1918. Cieszył się znacznym autorytetem, przez wiele miesięcy pozostawał nieuchwytny. Został zamordowany przez podających się za posłów oficerów armii USA.